# Sinagoga de Kazimierz
La Sinagoga de Kazimierz, també coneguda com la sinagoga vella (en polonès Synagoga Stara), està en el districte de Kazimierz a Cracòvia i és la sinagoga més antiga de Polònia. El barri de Kazimierz va ser fundat l'any 1335 pel rei Casimir el gran, que li va donar el seu nom. Kazimierz abans havia estat una ciutat independent de Cracòvia.
La sinagoga va ser construïda a finals del segle xv, quan els jueus començaven a instal·lar-se a Polònia, fou destruïda pel foc l'any 1557. En l'any 1570 fou reconstruïda sota la direcció de l'arquitecte itàlia Mateo Gucci. Hi ha set sinagogues històriques a Kazimierz, algunes d'elles encara estan actives.
Durant la guerra que va provocar la partició de Polònia entre Rússia, Prússia i Àustria l'heroi Tadeusz Kościuszko fou el líder dels polonesos, després d'haver lluitat al costat de Thomas Jefferson en la Guerra Americana. En l'any 1794 Tadeusz va anar a la sinagoga vella de Kazimierz per reunir-se amb els que volien lluitar per la independència de Polònia.
Durant el segle xx, el president polonès Ignacy Moscicki va fer una visita oficial a la sinagoga de Kazimierz l'any 1931, aquest va ser un gest simbòlic d'amistat amb la població de la vila. En la novel·la La llista de Schindler, hi ha una descripció de com les tropes del Tercer Reich van arribar a la sinagoga el dia quatre de desembre de l'any 1939.
L'interior del temple és actualment un museu d'història. El museu mostra fotografies de com era la vida a Kazimierz abans de l'ocupació alemanya, així com pintures d'artistes i objectes religiosos. La sinagoga vella va ser destruïda pels nazis durant la Segona Guerra Mundial, tanmateix fou restaurada després de la guerra.